# جامعة التكنولوجيا في سيدني
جامعة التكنولوجيا في سيدني هي جامعة عامة في أستراليا تأسست عام 1988. تقع في مدينة سيدني. بلغ عدد طلابها في عام 2021م 45221 طالب. وتضم الجامعة 9 كليات في عدة علوم. وصنف ضمن أفضل 50 جامعة عام 2021م.

## إحصائيات
| المجال                   | العدد  |
| ------------------------ | ------ |
| عدد الطلاب الاجمالي      | 45221  |
| عدد الطلاب الدوليين      | 11944  |
| عدد الخريجين منذ التأسيس | 262938 |

مصدر هذه الاحصائيات هو الصفحة الرسمية للجامعة حتى عام 2021 

## الكليات
تتكون الجامعة من تسع كليات، وهي: كلية الآداب والعلوم الاجتماعية، كلية إدارة الأعمال، كلية التصميم والعمارة والبناء، كلية الهندسة وتكنولوجيا المعلومات، كلية الدراسات العليا للصحة، كلية الصحة، كلية الحقوق، كلية العلوم، كلية الابتكار متعدد التخصصات.

## التصنيف
حسب تصنيف QS لعام 2021 حلت جامعة التكنولوجيا في سيدني في المرتبة 9 من بين الجامعات الأسترالية والمرتبة 11 على العالم للجامعات ذات عمر أقل من 50 سنة والمرتبة 137 على مستوى جامعات العالم ككل.

## معرض صور

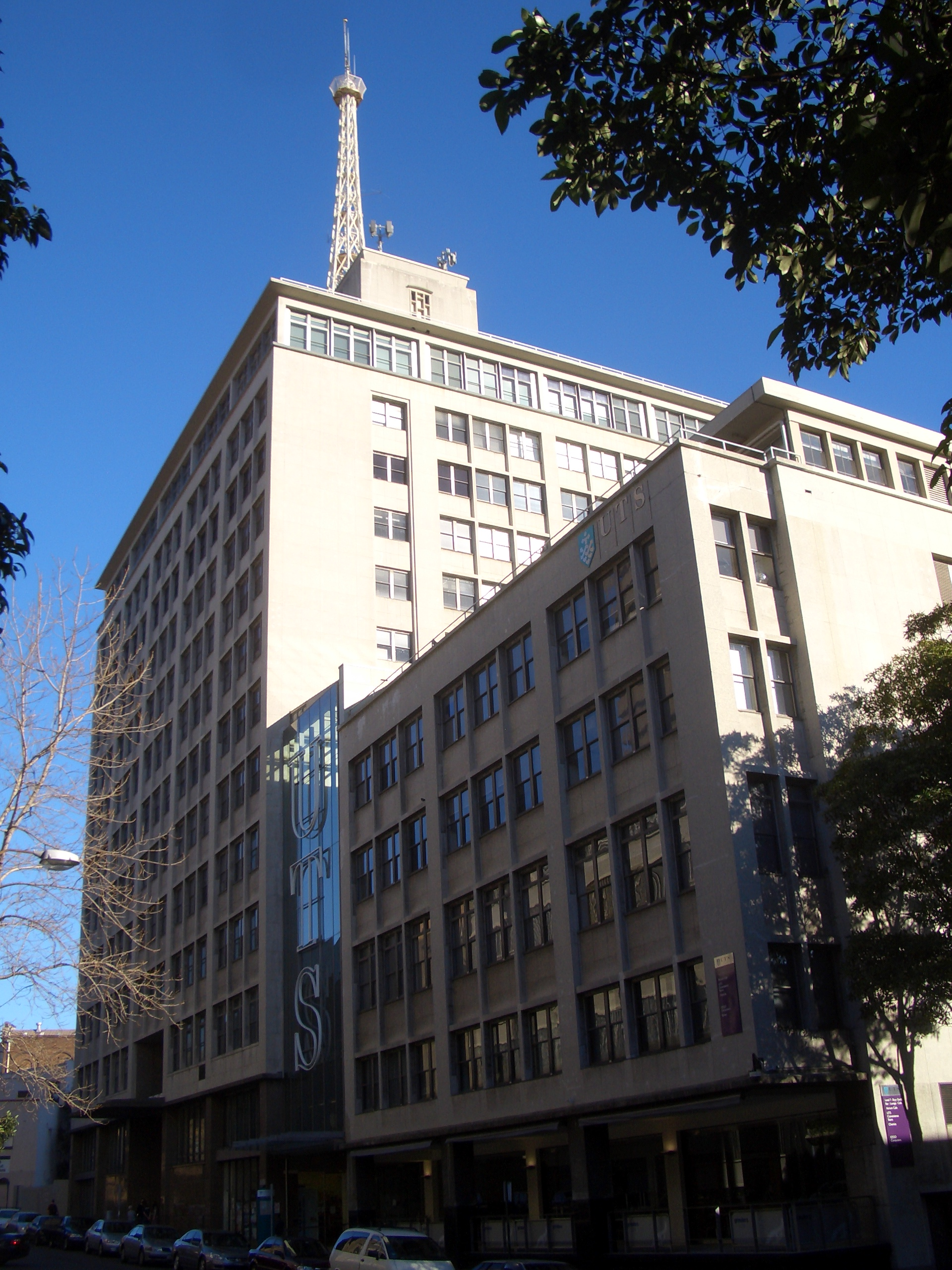
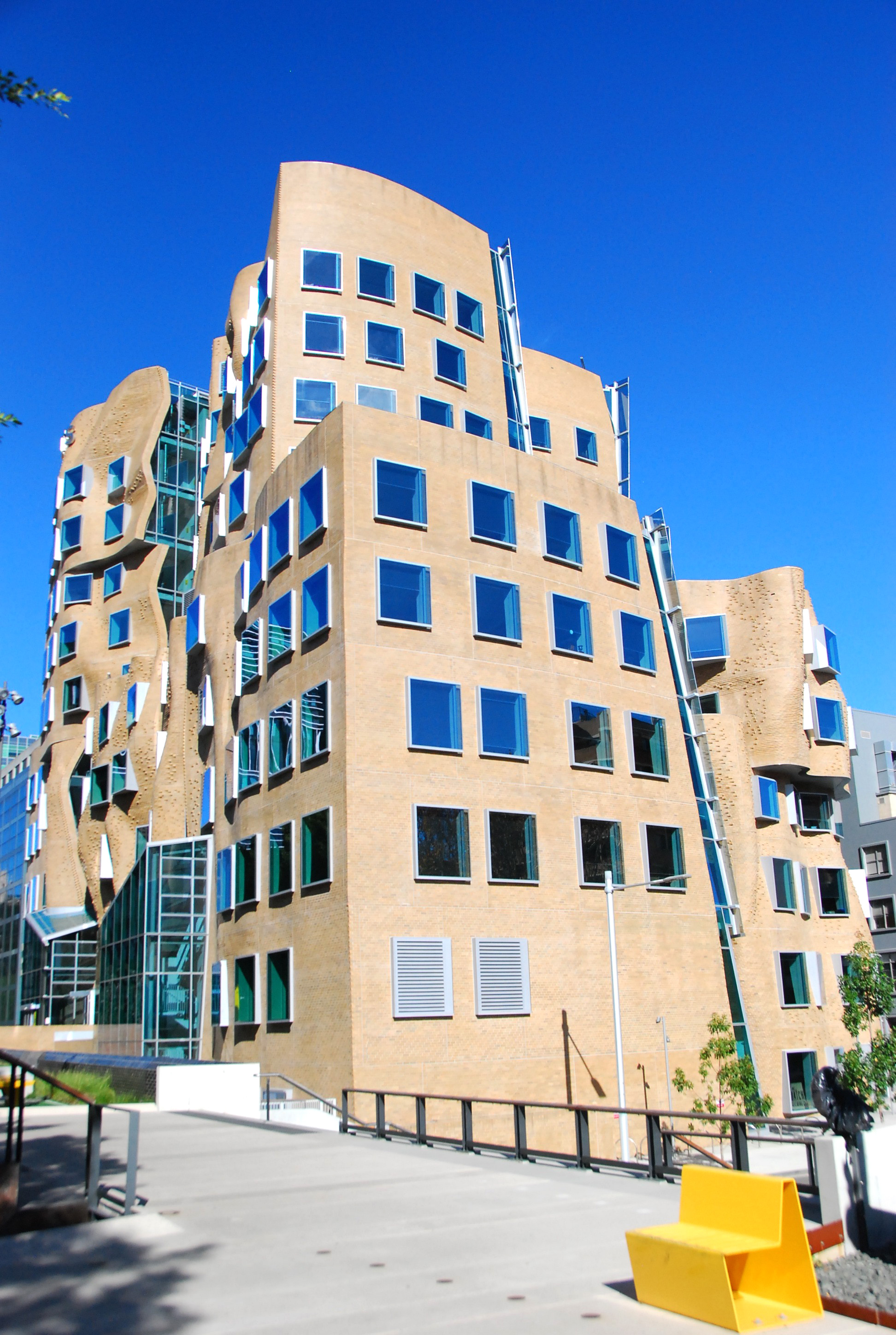
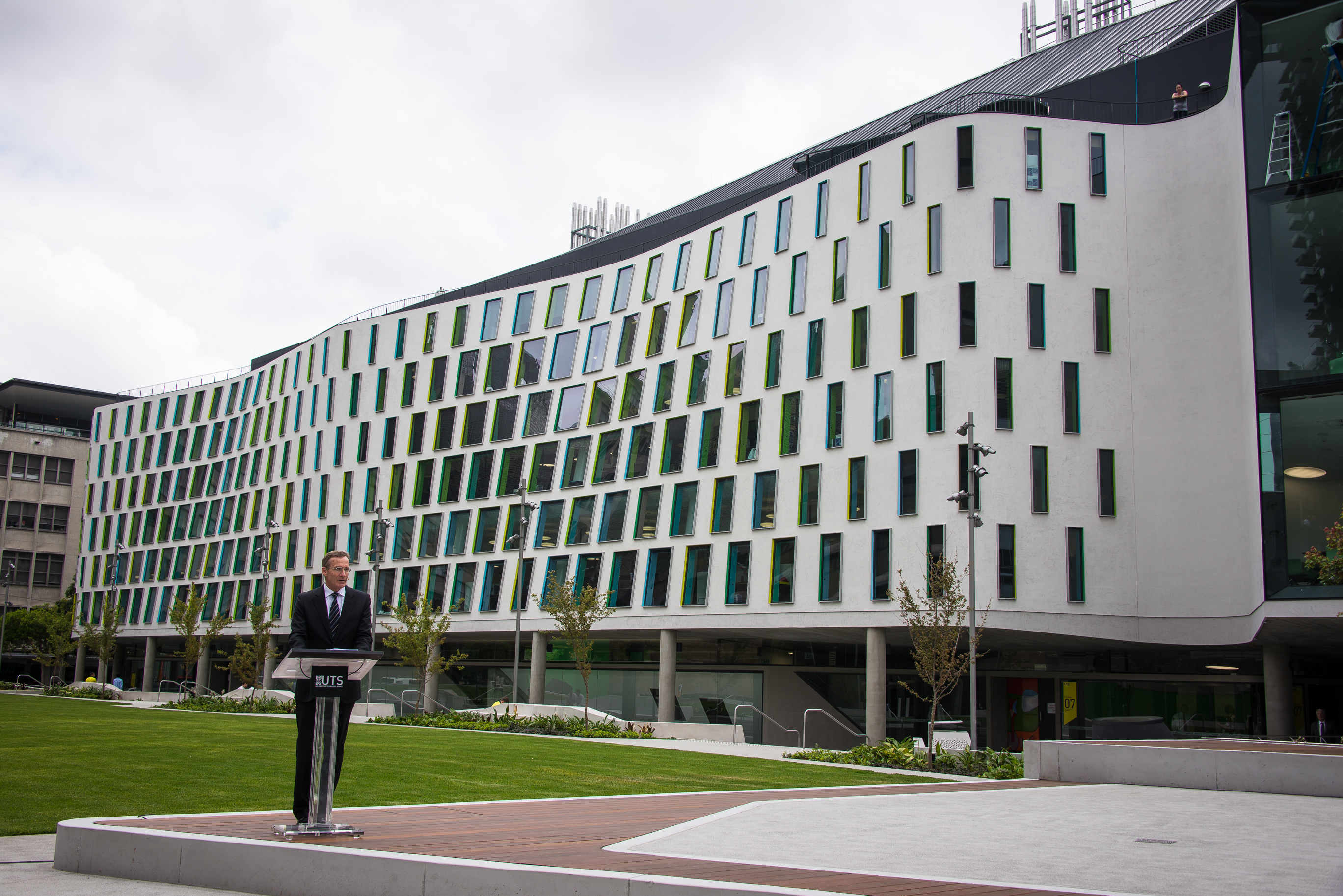
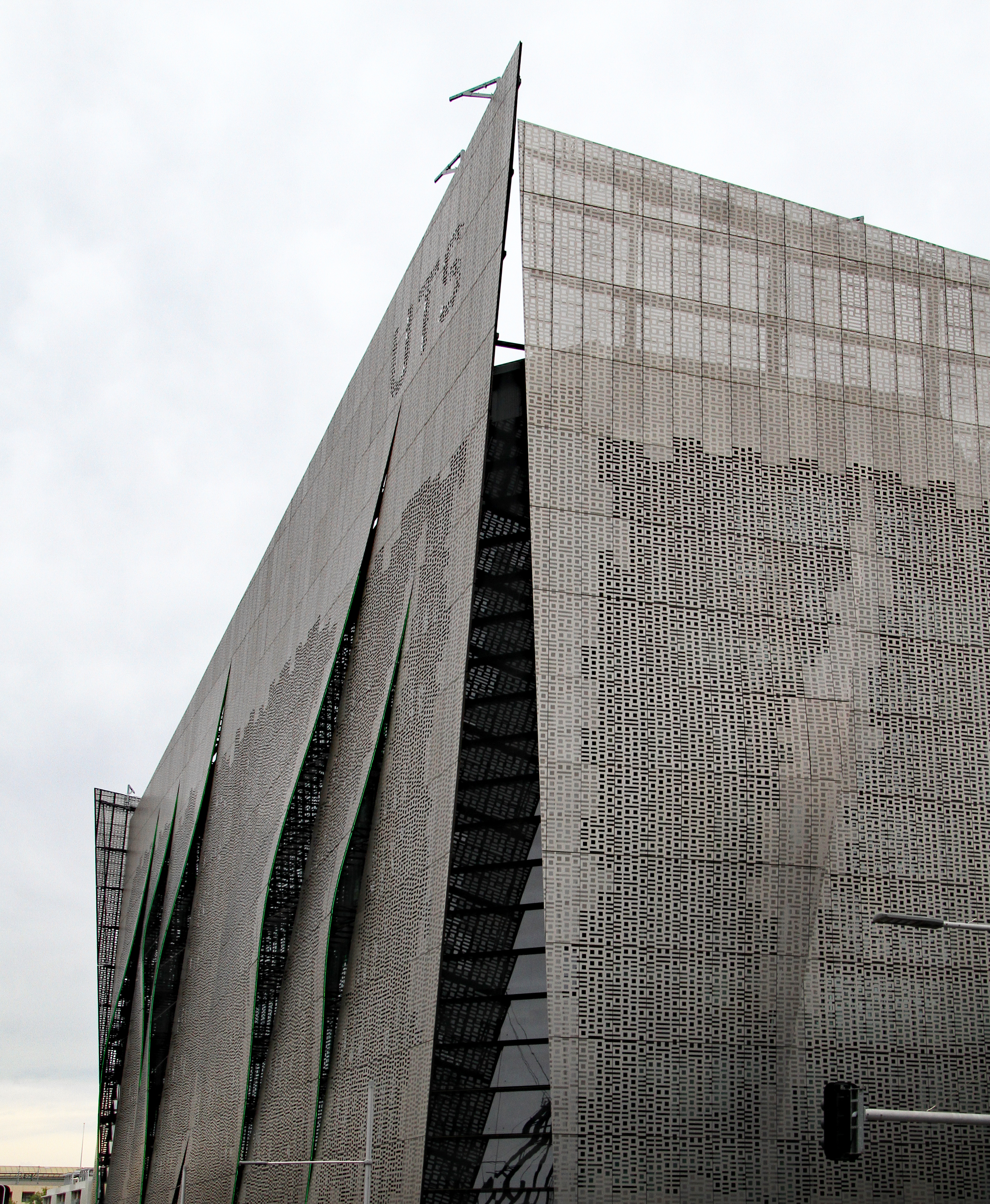

## وصلات خارجية
- الموقع الرسمي